# Anita Jacobson-Widding
Anita Jacobson-Widding, född Tarelius 1934 i Lidingö, död 2 oktober 2012, var en svensk kulturantropolog och professor i etnografi vid Uppsala universitet från 1976.
Jacobson-Widding var expert på afrikanska kulturer och gjorde fältstudier i Kongo-Kinshasa (1973–1974) och Zimbabwe (1984–1985 och 1991–1992). Hon studerade framför allt afrikanska folkmodeller, kosmologier och symbolsystem. Hon spelade en betydande roll i att stärka Uppsala universitet inom områdena antropologi och afrikanistik.
Hon var 1956–1969 gift med ambassadör Christer Jacobson och 1975–1987 med författaren Lars Widding.